# Gorgo (film, 1961)
Pour les articles homonymes, voir Gorgo.
Pour plus de détails, voir Fiche technique et Distribution.
Gorgo est un film de science fiction britannique réalisé par Eugène Lourié, sorti en 1961.

## Synopsis
Des chasseurs de trésors capturent un monstre sous-marin, ressemblant à un dinosaure, au large de l'Irlande, et le traînent dans un filet jusqu'à Londres où il est exhibé comme une bête de foire. L'attraction connaît un succès formidable et les spectateurs se bousculent pour découvrir « Gorgo », un monstre de 20 mètres de haut. Cependant, un scientifique émet une hypothèse qui augure mal de l'avenir : la créature ne serait qu'un bébé qu'un parent beaucoup plus grand pourrait venir chercher.

## Fiche technique
- Titre : Gorgo
- Titre alternatif : Terreur sur Londres sur Vhs
- Réalisation : Eugène Lourié
- Scénario : Robert L. Richards et Daniel James
- Production : Wilfred Eades, Frank King, Herman King et Maurice King
- Société de production : King Brothers Productions
- Musique : Angelo Francesco Lavagnino
- Photographie : Freddie Young
- Montage : Eric Boyd-Perkins
- Direction artistique : Elliot Scott
- Effets spéciaux :  Torn Howard
- Pays de production : Royaume-Uni
- Format : Couleurs - 1,66:1 - Mono - 35 mm
- Genre : Horreur et science-fiction
- Durée : 78 minutes
- Dates de sortie : 
  - Japon 10 janvier 1961
  - États-Unis : 29 mars 1961
  - France :  30 août 1961
  - Royaume-Uni 27 octobre 1961
- Affiche : Macario Gómez Quibus (Espagne)

## Distribution
- Bill Travers : Joe Ryan
- William Sylvester (VF : Marc Cassot) : Sam Slade
- Vincent Winter : Sean (John en VF)
- Christopher Rhodes : McCartin
- Joseph O'Conor (VF : Louis Arbessier) : le professeur Hendricks
- Bruce Seton : le professeur Flaherty
- Martin Benson (VF : Pierre Leproux) : M. Dorkin
- Maurice Kauffmann (VF : Roger Rudel) : le reporter de la radio
- Basil Dignam : l'amiral Brooks
- Barry Keegan : le second
- Dervis Ward : le maître d'équipage

## Autour du film
- Le tournage s'est déroulé à Dublin, Londres et Borehamwood.
- Le réalisateur Eugène Lourié est né en Russie mais il a d'abord émigré en France où il collabore avec Jean Renoir et Sacha Guitry. Il est notamment l'auteur des décors de La Bête humaine, La Règle du jeu et Le Fleuve.
- Le réalisateur et les producteurs ont songé un temps à situer l'action du film à Paris, mais cela aurait signifié que le monstre devait remonter la Seine pour atteindre la ville.
- Si les deux monstres ne meurent pas à l'issue du film, c'est parce la fille de sept ans du réalisateur avait pleuré lorsque le monstre de son premier film, Le Monstre des temps perdus (1953), était mort[1].
- Le réalisateur japonais Haruyasu Noguchi réalisa un remake non-officiel, Gappa le descendant de Godzilla  en 1967.